# Levius -レビウス-
『Levius -レビウス-』は、中田春彌による日本の漫画作品。『月刊IKKI』（小学館）にて、2013年2月号から連載を開始。同誌が2014年11月号をもって休刊した後は、掲載誌を『ウルトラジャンプ』（集英社）に移し、「Levius/est」（レビウス エスト）と改題して2015年5月号から2021年7月号まで連載された。
人体と機械を融合させて戦う『機関拳闘』という格闘技が存在する世界で、人間の尊厳と文明の未来が火花を散らすスチームパンク作品。本作は横書き左開きというバンド・デシネ風のスタイルをとっている。

## ストーリー
強き者。美しき者。その名は――レビウス。新生暦19世紀――戦後の帝都では、人体と機械を融合させて戦う「機関拳闘」という格闘技が行われていた。戦争で父親を失い、母親も意識が戻らない状態となった孤独な少年、レビウス=クロムウェルは、彼を引きとった伯父ザックのもとで、機関拳闘の若き闘士として頭角を現し始める。そんなある日、競技の最高峰であるGrade-1に挑戦する機会が、レビウスに訪れる。同級1位のヒューゴとの特別試合に勝つことが条件だった。

## 登場人物

### 主要人物
レビウス=クロムウェル
声 - 島﨑信長
究極の格闘技「機関拳闘」の若き闘士。右腕が機械になっているが拳闘用ではなく医療用の腕である。
ザックス=クロムウェル
声 - 諏訪部順一
レビウスの伯父であり、トレーナーを務める。昔、生身の拳闘で名を上げたことがある。
ビル=ウェインバーグ
声 - 櫻井孝宏
ナタリア・ガーネット
声 - 佐倉綾音
A.J.ラングドン
声 - 早見沙織
謎の美少女機関拳闘士。背後には軍事会社アメジストがある。身体全体が改造されており、手を模した圧縮蒸気を発生させる。

### 戦争請負企業・アメジスト
Dr.クラウン ジャック=プディング
声 - 宮野真守
軍事会社アメジストの上位会員でA.J.ラングトンの義父。貴族趣味で、巨大な豪邸に住むナルシストである。神や音楽などを好み、独特な言い回しをする。実は人前にみせている姿のほとんどが、機械人形である。

### 拳闘士
ヒューゴ=ストラタス

ナタリア=クロムウェル

オリバー=E=キングスレー

### その他の登場人物
クリストファー=テッド=エルフィンストン

エドガー=ブラウン

ダグラス=ドレイク

ダニエル=クロムウェル

## 書誌情報
- 中田春彌 『Levius -レビウス-』 小学館〈IKKI COMIX〉、全3巻
  1. 2014年2月4日第1刷発行（1月30日発売[4]）、ISBN 978-4-09-188644-6
  2. 2014年5月4日第1刷発行（4月30日発売[5]）、ISBN 978-4-09-188652-1
  3. 2014年12月31日第1刷発行（12月26日発売[6]）、ISBN 978-4-09-188672-9
- 中田春彌 『Levius 新装版』 集英社〈ヤングジャンプ・コミックス・ウルトラ〉、上下巻
  1. 2019年4月24日第1刷発行（4月19日発売[7]）、ISBN 978-4-08-891276-9
  2. 2019年5月22日第1刷発行（5月17日発売[8]）、ISBN 978-4-08-891277-6
- 中田春彌 『Levius/est』 集英社〈ヤングジャンプ・コミックス・ウルトラ〉、全10巻
  1. 2015年12月23日第1刷発行（12月18日発売[9]）、ISBN 978-4-08-890278-4
  2. 2016年6月22日第1刷発行（6月17日発売[10]）、ISBN 978-4-08-890463-4
  3. 2017年1月24日第1刷発行（1月19日発売[11]）、ISBN 978-4-08-890581-5
  4. 2017年8月23日第1刷発行（8月18日発売[12]）、ISBN 978-4-08-890731-4
  5. 2018年4月24日第1刷発行（4月19日発売[13]）、ISBN 978-4-08-890899-1
  6. 2019年6月24日第1刷発行（6月19日発売[14]）、ISBN 978-4-08-891302-5
  7. 2019年11月24日第1刷発行（11月19日発売[15]）、ISBN 978-4-08-891406-0
  8. 2020年7月22日第1刷発行（7月17日発売[16]）、ISBN 978-4-08-891586-9
  9. 2020年12月23日第1刷発行（12月18日発売[17]）、ISBN 978-4-08-891750-4
  10. 2021年8月23日第1刷発行（8月18日発売[18]）、ISBN 978-4-08-892057-3

## 受賞歴
2018年、「Levius/est」がパリ開催のJapan Expo Awards「漫画部門」Daruma イラストレーション賞受賞。

## Webアニメ/TVアニメ
2019年11月28日よりNetflixオリジナルアニメシリーズとして全世界独占配信。アニメ版は原作版とはキャラクター、設定、ストーリー構成等が若干異なっている。2021年1月9日よりTOKYO MX、BS11にてTVアニメとして放送された

### スタッフ
- 原作 - 中田春彌[20]
- 総監督 - 瀬下寛之[20]
- 監督 - 井手恵介[20]
- シリーズ構成 - 瀬古浩司[20]
- 脚本 - 猪原健太、瀬古浩司[20]
- プロダクションデザイン - 田中直哉、Ferdinando Patulli[20]
- キャラクターデザイン - 森山佑樹[20]
- ディレクター・オブ・フォトグラフィー - 片塰満則[20]
- CGスーパーバイザー - 岩田健志[20]
- 美術監督 - 畠山佑貴[20]
- 色彩設計 - 野地弘納[20]
- 音響監督 - 岩浪美和[20]
- 音楽 - 菅野祐悟[20]
- アニメーション制作・製作 - ポリゴン・ピクチュアズ[20]